# 4680电池
4680电池是一种直径46mm，长度80mm的圆柱形鋰離子電池。这种电池于2020年9月的特斯拉“電池日”（Battery Day）首次亮相，並宣佈將用於品牌旗下的電動車。

## 技术优势
与之前的其他锂电池相比，4680电池具有如下优势：
1. 无极耳（tabless），无极耳电池的功率是传统有极耳电池的6倍，同时无极耳技术还降低了电池内阻，减小了电池在充放电中的损耗，等同于提升了电池的放电效率，相比传统有极耳电池提升了16%的续航，还具备更强的快充能力。[2]
2. 螺旋叠瓦式（shingled spiral）的箔片包裹工艺，使活性材料的链接数增加了几十个，[3]改善了散热问题，提高充电速度。
3. 使用硅材料，降低电池成本。
4. 新型高镍阴极完全消除了对钴的需求，钴是有毒物質，且开采来源少。

## 生成商
已知的生产商包括：特斯拉，LG新能源，松下，比亚迪，宁波荣贝新能源和苏州东山精密制造。

## 电池参数
- 电压：3.2-3.7v
- 质量：355g
- 电池容量：9000mAh至15000mAh[4]
- 使用材料：鎳鈷鋁酸鋰或磷酸鐵鋰